# A1 Srbija
Az A1 Srbija d.o.o. egy az A1 Telekom Austria Csoport tulajdonában lévő szerb mobilhálózat-szolgáltató. 2020-ban 25,67%-os piaci részesedéssel a harmadik legnagyobb mobiltelefon-szolgáltató volt.

## Története
2006. december 1-jén a Mobilkom Austria Csoport lett a harmadik szerbiai mobiltelefon-licenc tulajdonosa a GSM 900/1800 és az UMTS hálózatokhoz.
Tekintettel a szerb távközlési piacban rejlő nagy lehetőségekre, a Mobilkom Austria Csoport működésének első négy évében 570 millió eurós beruházást szerzett.
A 2015-ös éves beszámoló szerint a társaság 206,8 millió eurós árbevételt ért el.  2019-ben a cég bejelentette, hogy 2020-ban „A1”-re változtatja nevét.  

## Hálózati információk
IMSI kódja 220-05, az MSISDN kódja pedig 060 (nemzetközi: +381 60), 061 (nemzetközi: +381 61) és 068 (nemzetközi: +381 68).

## Hálózati technológia
- 2G ( GSM, GPRS, EDGE 250 kbit/s-ig) 900-on MHz és 1800 MHz
- 3G ( HSPA+ akár 42 Mbit/s) 900-on MHz és 2100 MHz
- 4G ( LTE 225 Mbit/s-ig) 800-on és 1800-on MHz

Az A1 régebben belföldi roamingot használt az mt:s és a  Telenor hálózatán. 

## Külső linkek
- Hivatalos weboldal
- Telecommunications Market of Serbia for 2016